# Euchirella splendens
Euchirella splendens is een eenoogkreeftjessoort uit de familie van de Aetideidae. De wetenschappelijke naam van de soort is voor het eerst geldig gepubliceerd in 1963 door Vervoort.